# Баскак
Баска́к — представитель администрации Монгольской империи на завоёванных землях.
На Руси баскаки — это постоянные представители монгольской администрации начиная с со второй половины XIII века. Деятельность баскаков была призвана обеспечить денежные выплаты в казну верховного правителя. Баскаки активно вмешивались во внутренние дела подвластной территории.
Арабское слово «шихне» выступает в сочинениях персидских авторов в качестве синонима тюркского термина «баскак». Должность шихне — представителя верховного правителя при местном владетеле — чрезвычайно похожа на должность баскака. Традиционный институт шихне был хорошо знаком местному населению, поэтому
новых чиновников, баскаков, нередко называли шихне.

## Этимология. Баскак и даругачи
Глагол bas- имеет значения: 1. давить; 2. ставить (печать); 3. подавлять, преодолевать; 4. нападать + аффикс действующего лица -qaq. По И. Н. Берёзину, и баскак и даруга имеют одно и то же значение — давитель (на печать). Аналогичного мнения придерживался П. Пеллио: баскак — калька с монгольского, означает «чиновник, ставивший печать на документы». А. А. Семёнов на основе сообщения Джувейни о баскаках Бухары считал, что значение термина — «охранитель», «опекун», «ханский наместник», и предполагал появление баскаков в домонгольское время.

## Баскачество на Руси
Первые постоянные представители монгольской власти на Руси были баскаками.
Летописный и актовый материал фиксирует их деятельность на территории русских княжеств со второй половины XIII века. Первое свидетельство русских источников о баскаках на территории Руси — рассказ Ипатьевской летописи за 1255 год. Последнее свидетельство — текст докончания великого князя Дмитрия Ивановича Донского с рязанским князем Олегом Ивановичем 1381 года.
Деятельность баскаков на Руси была связана со сбором дани. Сами баскаки непосредственно сбором дани не занимались. Для этого существовали другие категории — таможники, поплужники и прочие. Их деятельность контролировал великий князь. Когда великие князья стали не способны полностью контролировать ситуацию на северо-востоке Руси и регулярные выплаты в ханскую казну оказались под угрозой срыва, в этом регионе появляются баскаки. Они были призваны обеспечить бесперебойные поставки дани. Должность баскака была высокой — никаких посредников между ханом и баскаком не было, а баскаки имели дело непосредственно с князьями, являясь, по сути, чем-то вроде надзорного органа.
На северо-востоке Руси баскаки появились в третьей четверти XIII в., исчезли в первой половине XIV века. На окраинах русских земель баскаки появились раньше, а исчезли позже, чем на северо-востоке. На окраинах Руси баскаки появились вскоре после монгольского завоевания, как это было в Средней Азии. В целом, на территории Руси баскаки исчезли во второй половине XIV века.
Термин «баскак» в ярлыках золотоордынских ханов не употреблялся (единственный случай — ярлык Менгу-Тимура от 1267 г.), чиновника с его функциями называли «даруга» («дорога» в ярлыках Тюляка, Тайдулы). И. И. Срезневский, ссылаясь на Плано Карпини, говорит, что баскаками назывались начальники Монгольские в завоеванных землях.
На Руси баскачество сформировалось в 1250—1260-х годах. В каждое княжество назначался особый баскак. «Великий баскак» имел резиденцию во Владимире. Баскаки контролировали местные власти, в XIII—XIV веках собирали с русских земель дань Золотой Орде. Также баскаки вели учёт населения в завоёванных землях. В распоряжении баскаков могли быть большие вооружённые отряды для обеспечения своевременного сбора дани.
В 1262 году восстания против уплаты дани были в Суздале, Ярославле и Ростове. В 1327 году произошло Тверское восстание. Впоследствии баскаки превратились в послов Золотой Орды. В русских документах XIV века (грамотах митрополитов Киевских и всея Руси) баскаки перечисляются вместе с другими представителями княжеской администрации, о них говорится как о своих, что дает возможность предполагать, что князья постепенно отнимали функции монгольских чиновников и передавали их в ведение своих подчиненных.

## На Кавказе
Монгольского наместника в Иране и на Кавказе Аргун-ака армянский летописец Степанос Орбелян называет «баскаком и визирем».